# فصيل السنجق
فصيل السنجق كان فرع من أصل فرعين يشكلون الحكومة البوسنية وحزب العمل الديمقراطي الحاكم أثناء حرب البوسنة والهرسك (1992-1995، انظر جمهورية البوسنة والهرسك). كان يتألف من متشددين عسكريين ومستوطنين (مهاجرين) من إقليم السنجق وهي منطقة مقسمة بين جمهورية صربيا الاشتراكية وجمهورية الجبل الأسود الاشتراكية (انظر بشناق صربيا وبشناق الجبل الأسود). كان القائد العسكري سيفير خليلوفيتش والسياسي أيوب غانيتش ينتميان إلى هذا الفصيل.
وفقا للكاتب من سراييفو زيليكو فوكوفيتش سيطر مهاجرو السنجق على معظم السلطات البلدية والسياسية والعسكرية أثناء الحرب. عشية الحرب كان يعيش في سراييفو حوالي 160.000 شخص من أصل سنجقي. هناك رأي مفاده أن مهاجري السنجق كانوا قبل الحرب مواطنين من الدرجة الثانية والذين ارتقوا السلم الاجتماعي أثناء الحرب.

## مشاهير
- سيفير خليلوفيتش: قائد عسكري
- رامز دريكوفيتش: قائد عسكري
- أيوب غانيتش: سياسي
- سيلمو تشيكوتيتش: قائد عسكري وسياسي
- رامز ديلاليتش: قائد عسكري
- فخر الدين رادونتشيتش: سياسي